# الغوث بن مر بن أد
الغوث بن مر بن اد بن طابخة (عمرو) بن الياس بن مضر بن نزار بن معد بن عدنان، جد من اعيان مضر في الجاهلية، كان يخدم الكعبه وهو بنوه بنو بنوه ١٠ اجيال اي ٤٠٠ سنه حتى نزاعتهم بن قصي بن كلاب وردها اليهم وكانت أمة من يمانية من الحرم قبل خزاعة وشاركهم فيها ، ويلي اجازة الحجاح اليها بعد نزولهم من عرفة ورثوا ذلك عن ابيهم الغوث بن مر، وهم يعرفون ببني صوفه، قيل: لان أم الغوث جللت راسه صوفه وجعلته ربيطا يخدمها وقال ابن بري: كانت العرب اذا حجت وحضرت عرفة لا تدفع منها حتى تدفع بها صوفه وكذلك لا ينفرون من منى حتى تنفر صوفه 